# Ростоки (Праг-запад)
Ростоки (чеш. Roztoky) град је у Чешкој Републици. Град се налази у управној јединици Средњочешки крај, у оквиру којег припада округу Праг-запад.

## Становништво
Према подацима о броју становника из 2014. године град је имао 8.023 становника.